# Nigma hortensis
Nigma hortensis är en spindelart som först beskrevs av Simon 1870.  Nigma hortensis ingår i släktet Nigma och familjen kardarspindlar. Inga underarter finns listade i Catalogue of Life.